# Passarim
Passarim — студійний альбом Антоніу Карлуса Жобіна, що вийшов 1987 року на лейблі Verve.

## Створення
Альбом записано у листопаді 1986 року в Ріо-де-Жанейро на студіях Polygram і Transamérica у супроводі нового гастрольного гурту Жобіма Banda Nova. У березні наступного, 1987 року, Том і Жак Мореленбаум виконали остаточне зведення та редагування альбому у Нью-Йорку.
Passarim завершує «пташину» (з назвами птахів) трилогію альбомів Жобіма, розпочату Matita Perê (1973) та Urubu (1976). Це перший студійний запис композитора з Banda Nova, продюсований Паулу Жобіном і Жаком Мореленбаумом. Окрім Паулу (гітара) та Жака (віолончель), до складу Banda Nova також увійшли Данилу Кайммі (вокал і флейта), Тіан Нету (контрабас), Паулу Брага (барабани) і жіноча вокальна група: Ана Лонтра Жобін, Елізабет Жобін, Мауша Аднет, Паула Мореленбаум і Сімоне Кайммі.
Крім заголовної пісні «Passarim», створеної для телесеріалу «O Tempo e o Vento», альбом містить неопубліковану «Borzeguim», маніфест на захист сельви та індіанців, і «Chansong» з оригінальним текстом англійською.
Загалом для альбому було записано тринадцять пісень, включно з англійською та португальською версіями «Passarim» та «Looks Like December / Anos Dourados». Оригінальний вініловий альбом створено у двох різних версіях, що містили по 11 треків. Перелік треків в цих версіях був однаковим, але містив англійський або португальський варіант «Passarim» і «Looks Like December / Anos Dourados», залежно від видання. Одночасно з вініловою платівкою у США вийшов CD альбом з усіма 13 піснями.

## Критика
Реакція критики на альбом була переважно схвальною.
Леонард Фезер надав йому найвищу оцінку в огляді у Los Angeles Times: «Хрещений батько босанови не втратив хватки … Жобім, як і раніше, найкращий інтерпретатор власних творів. Особливо чарівний дотепний автобіографічний „Chansong“, що відтворює його повернення до Сполучених Штатів … Тут, коротко кажучи, міститься босанова в її первісному, незайманому вигляді».
В огляді, що пропонує часопис Musician, відзначаються як безсумнівно вдалі («Chansong» та «Luiza»), так і занадто розтягнуті («Габріела») і невиразні («Bebel») композиції.
Річард Гінелл (AllMusic) вважає альбом "програмною заявою Жобіма 80-х років… Титульна пісня — це один з найважливіших творів Жобіма, крик болю про знищення бразильських дощових лісів, що резонує в пам'яті протягом декількох годин… Хоча ця музика не так безпосередньо виграшна, як альбоми, продюсовані Крідом Тейлором, ця музика віддячує багаторазовим прослуховуванням — особливо розширена сюїта з музики Жобіма для фільму «Gabriela» — і наявні зразки суперечливого гумору в «Chansong» та босановна переробка «Fascinatin' Rhythm».
Енциклопедія «Musicians & Composers of the 20th Century» визначає альбом як шедевр, що хоча й «не так добре відомий у Сполучених Штатах, містить деякі з найвидатніших пісень і тем Жобіма».

## Список композицій
| Трек | Назва                                 | Автори                             | Тривалість |
| ---- | ------------------------------------- | ---------------------------------- | ---------- |
| A1   | «Passarim»                            | Антоніу Карлус Жобін               | 3:35       |
| A2   | «Bebel»                               | Антоніу Карлус Жобін               | 3:11       |
| A3   | «Borzeguim»                           | Антоніу Карлус Жобін               | 4:23       |
| A4   | «Looks Like December / Anos Dourados» | Антоніу Карлус Жобін, Шику Буаркі  | 3:45       |
| A5   | «Isabella»                            | Жиль Голдштейн, Паулу Жобін        | 3:22       |
| A6   | «Fascinatin' Rhythm»                  | Айра Гершвін, Джордж Гершвін       | 2:10       |
| B1   | «Chansong»                            | Антоніу Карлус Жобін               | 3:18       |
| B2   | «Samba Do Soho»                       | Рональду Бастос, Паулу Жобін       | 2:59       |
| B3   | «Luiza»                               | Антоніу Карлус Жобін               | 2:32       |
| B4   | «Brazil Nativo»                       | Паулу Сезар Пінєйру, Данилу Кайммі | 3:51       |
| B5   | «Gabriela»                            | Антоніу Карлус Жобін               | 7:56       |

## Виконавці
- Антоніу Карлус Жобін — фортепіано, вокал
- Себастіан Нету — контрабас
- Жак Мореленбаум — віолончель
- Паулу Брага — барабани
- Данилу Кайммі — флейта
- Паулу Жобін — гітара
- Рубенс Огана ді Міранда — перкусія
- Ана Лонтра Жобін, Данилу Кайммі, Елізабет Жобін, Мауша Аднет, Паула Мореленбаум, Паулу Жобін, Сімоне Кайммі — вокал

- Паулу Жобін, Жак Мореленбаум — продюсери